# IHI
IHI (jap. 株式会社IHI, Kabushiki-gaisha IHI, engl. IHI Corporation), ehemals Ishikawajima Harima Jūkōgyō K.K. (石川島播磨重工業株式会社, engl. Ishikawajima-Harima Heavy Industries Co., Ltd.), ist ein japanischer Mischkonzern.
IHI erwirtschaftete im Geschäftsjahr 2014/15 einen Umsatz von ca. 11,3 Milliarden Euro (Kurs zum Bilanzstichtag) und ist an der Tokioter Börse im Nikkei 225 gelistet.

## Geschichte und Produkte

### Schiffbau
Das Unternehmen entstand 1853 als Schiffswerft unter dem Namen Ishikawajima. Es expandierte bald in die Bereiche Flugzeug-, Automobil- und Turbinenbau. 1907 fusionierte Ishikawajima mit der Harima-Werft, benannt nach der historischen Provinz Harima, und firmierte fortan als Ishikawajima Harima.
F-Serien
IHI entwickelte ab Mitte der 1960er Jahre eine Reihe von verschiedenen Standardschiffen, deren Bezeichnungen durchweg mit „F“ begannen. Diese sogenannten F-Serien werden bis heute in zum Teil großen Stückzahlen produziert.
Freedom: Zwischendecker mit 14.800 tdw (174 gebaute Einheiten)
Freedom Mk II: Zwischendecker mit 17.000 tdw (34 gebaute Einheiten)
Fortune: Singledecker mit 22.000 tdw (63 gebaute Einheiten)
Friendship: Singledecker mit 23.000 tdw (21 gebaute Einheiten)
Future 32/32A: Massengutschiffe mit 32.000 bis 38.000 tdw (69 gebaute Einheiten)
Future 42: Massengutschiffe mit 42.600 tdw (mindestens 10 gebaute Einheiten)
Future 48: Massengutschiffe mit 48.600 tdw (mindestens 13 gebaute Einheiten)
Future 52: Massengutschiffe mit 52.000 tdw (2 gebaute Einheiten)
Future 56: Massengutschiffe mit 55.800 tdw (mindestens 50 gebaute Einheiten)
Future 87: Massengutschiffe mit 87.000 tdw (? gebaute Einheiten)

### Maschinenbau

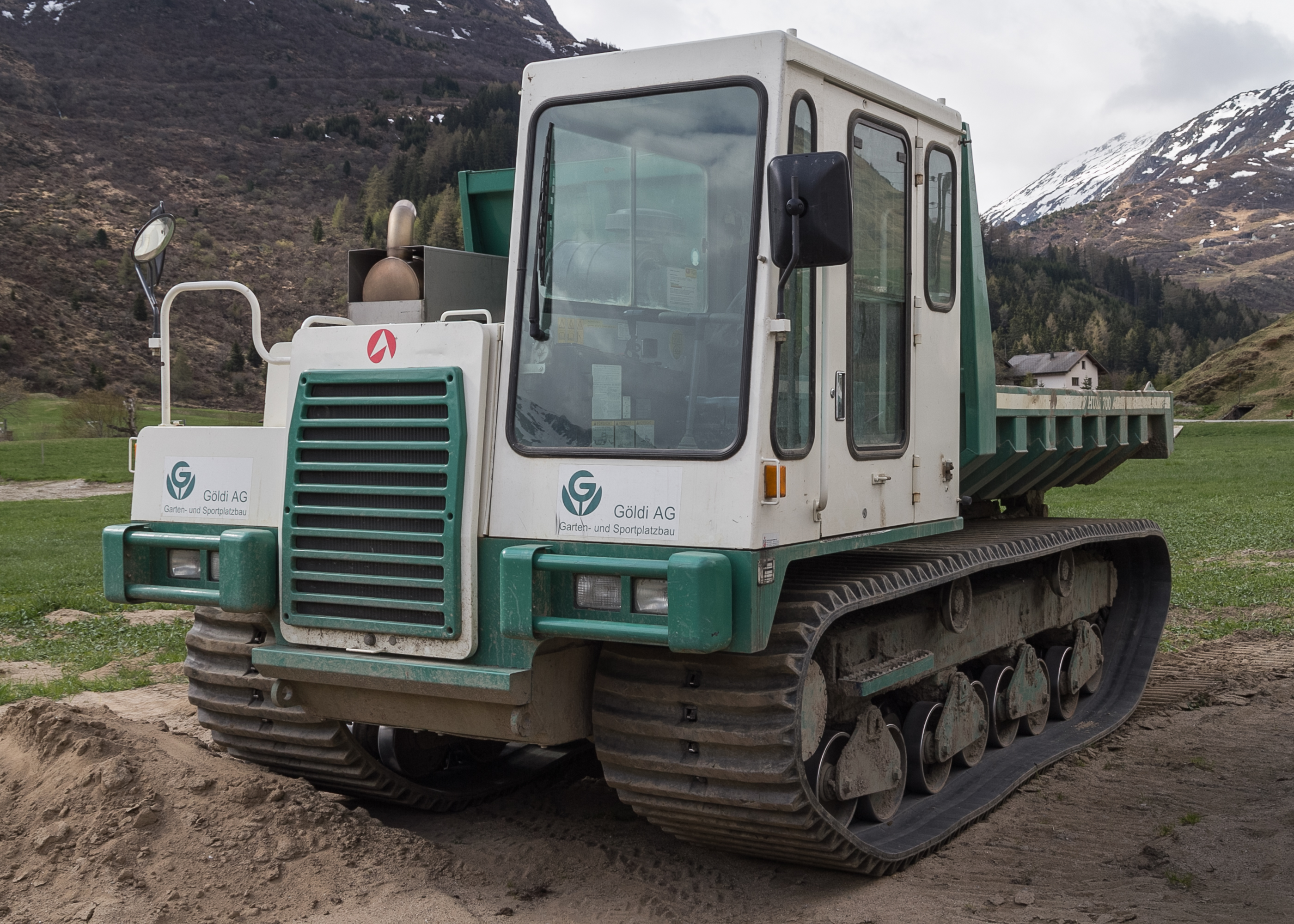
IHI IC70-2 Raupendumper

Heute stellt IHI Maschinen und Anlagen aus den verschiedensten Industriebereichen her: Schiffe, Dampfkessel, Flugzeugtriebwerke, Turbolader, Baumaschinen und Tunnelbohrmaschinen, Landmaschinen, Brücken, Stahlbau, Kräne, u. v. a. m.

### Kfz- und Luftfahrtzulieferer
Zwischen 1916 und 1918 oder zwischen 1917 und 1921 stellte das Unternehmen einige Pkw-Prototypen her. Der Markenname lautete Ishikawajima. 1918 wurde eine Lizenz von der Wolseley Motor Company für Pkw und Lkw erworben. 1919 entstanden die ersten Lkw und 1922 die ersten Pkw nach dieser Lizenz. Als Markenname gibt ein Buch, das japanische Fahrzeuge beschreibt, ausdrücklich Wolseley an, während andere Enzyklopädien meinen, es war weiterhin Ishikawajima. Diese Produktion lief bis 1927. Danach entstanden bis 1929 noch Lkw für das Militär. In den 1920er Jahren wurde die Sparte Flugzeugbau (später: Tachikawa Hikōki) sowie 1929 der Automobilbau (Ishikawajima Jidōsha Seisakusho, englisch: Ishikawajima Automotive Works Co., Ltd., heute: Isuzu) vom Unternehmen abgespalten. Ishikawajima Harima blieb aber als Zulieferer in diesen Industriesparten aktiv. Im Turbinenbau und in anderen Bereichen wurde mit Shibaura (heute: Toshiba) kooperiert.
1944–1945 erfolgte anhand von übergebenen Blaupausen und Fotos die Fertigung des deutschen Strahltriebwerkes BMW 003 als Ishikawajima Ne-20. Der japanische Nachbau lieferte jedoch einen Maximalschub von nur 4,6 kN im Vergleich zu den 7,8 kN des BMW 003.
Im November 2016 verkaufte IHI die Sparte Baufahrzeuge und Baumaschinen an den japanischen Hersteller Kato Works.
Von IHI produzierte Teile finden sich in vielen Autos, Flugzeugtriebwerken und anderen Maschinen so bekannter Marken wie Boeing, General Electric, Kawasaki, Mitsubishi und Ferrari.

## IHI in Deutschland
Anders als andere japanische Marken ist das Unternehmen dem deutschen Endverbraucher kaum bekannt, da es vor allem als Zulieferer in Erscheinung tritt.
IHI und Daimler unterhielten mit IHI Charging Systems International GmbH ein Gemeinschaftsunternehmen mit Sitz in Deutschland, Italien und Frankreich für die Herstellung von Turboladern für den europäischen Markt. In der Zwischenzeit ist Daimler aus dem Joint Venture ausgeschieden, so dass ICSI ein ausschließliches Unternehmen der IHI Gruppe ist.
In Deutschland lieferte IHI zwei mit Steinkohle befeuerte Dampfkessel für Großkraftwerke (elektrische Leistung 800 MW brutto) in Lünen und Mainz. Die Kraftwerke werden im Konsortium mit Siemens und AE&E errichtet.
Volkswagen baute im Golf VII GTI mit 220 und 230 PS und im Golf VI GTI mit 211 PS, anders als im Vorgänger, einen IHI-Lader im 2.0 TSI-Motor (EA888). Dieser ist etwas kleiner als der im Golf V GTI verbauten K03-Lader und der im Golf VI GTI Edition 35 und Golf V GTI Edition 30 verbauten K04-Lader von BorgWarner die auf dem alten Motorblock (EA113) adaptiert wurden.